# Tossal Gros (Torrelameu)
El Tossal Gros és una muntanya de 227 metres que es troba al municipi de Torrelameu, a la comarca catalana de la Noguera. El tossal s'ubica a menys de 2 km al nord-nord-oest de Torrelameu, entre camps de cultiu, i els elements geogràfics remarcables més propers són el Tossal del Garrameu (268 m), a 2,3 km al nord-est, i el Tossal del Maset (254 m), a 1,87 km al nord-nord-oest.
Durant la guerra civil espanyola, el bàndol nacional va fer servir el tossal Gros com a ubicació de canons, els quals disparaven en rebre l'odre dels militars ubicats al campanar de l'església, que usaven com a torre de guaita.